# Ba chú heo con

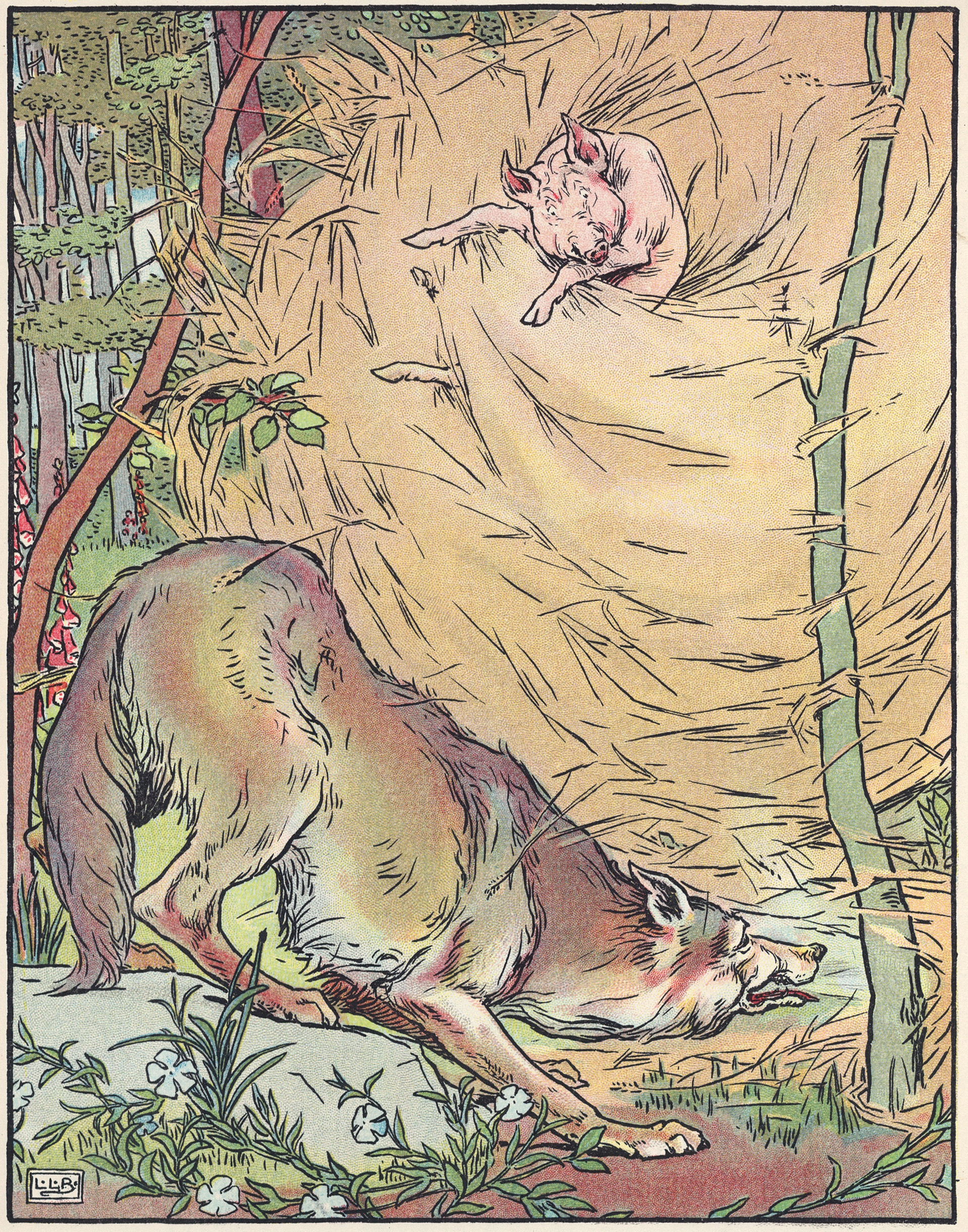
Chó sói thổi bay nhà rơm - trích từ bản phỏng theo của truyện viết năm 1904. Hình minh hoạ của Leonard Leslie Brooke.

Ba chú heo con là truyện cổ tích kể về ba chú heo con xây nhà với vật liệu khác nhau. Một con sói gian ác có thể thổi bay nhà rơm và nhà gỗ của hai chú heo nhưng không tài nào làm đổ căn nhà gạch của chú heo thứ ba. Truyện được in vào những năm của thập niên 1840, một số tin rằng truyện ra đời trước đó nhiều. Những từ ngữ và giá trị rút ra truyện được nhắc đến nhiều trong văn hoá phương Tây.
Truyện được xếp vào loại 124 trong hệ thống phân loại Aarne–Thompson.

## Các phiên bản gốc
Ba chú heo con được đưa vào nhiều sách, trong đó có The Nursery Rhymes of England (London and New York, c.1886), tác giả James Orchard Halliwell-Phillipps. Phiên bản được biết đến nhiều nhất xuất hiện trong sách English Fairy Tales (Truyện cổ tích Anh) của Joseph Jacobs, xuất bản lần đầu năm 1890 và dẫn nguồn từ Halliwell.
Truyện bắt đầu khi ba chú heo con phải rời lợn mẹ ra ở riêng. Chú heo con đầu tiên xây một ngôi nhà bằng rơm, nhưng con sói đã thổi bay ngôi nhà và ăn thịt chú. Chú heo con thứ hai xây một ngôi nhà bằng gỗ cây kim tước, nhưng cũng bị sói thổi bay nhà rồi ăn thịt. Sói và hai chú heo đã nói với nhau những câu như thế này:
"Little pig, little pig, let me come in." ("Heo con, heo con, cho ta vào nhà với.")

"No, no, not by the hair of my chinny chin chin." ("Không đời nào, không đời nào.")

"Then I'll huff, and I'll puff, and I'll blow your house in." ("Thế thì ta sẽ thổi, thổi, thổi bay ngôi nhà của ngươi.") 
Chú heo con thứ ba xây ngôi nhà bằng gạch, vì vậy con sói không thể thổi đổ được. Nó bèn nghĩ kế lừa chú heo ra khỏi nhà bằng cách hẹn gặp chú ở nhiều nơi khác nhau, nhưng lần nào cũng thất bại. Cuối cùng, nó phải trèo vào nhà qua đường ống khói, rơi vào cái vạc toàn nước sôi của chú heo. Heo liền đậy nắp lại, nấu chín rồi ăn thịt sói.
Giống như nhiều tác phẩm khác, câu chuyện có sử dụng luật ba trong văn chương: Ở đây, ta thấy nhân vật chính là ba chú heo, trong đó chỉ có chú heo thứ ba là xây được ngôi nhà vững chắc và sống sót.
Các dị bản của câu chuyện xuất hiện trong Uncle Remus: His Songs and Sayings vào năm 1881 và Nights with Uncle Remus vào năm 1883. Trong các dị bản này, ba con heo được thay bằng chú thỏ Brer Rabbit. Andrew Lang đưa câu chuyện vào "The Green Fairy Book", xuất bản năm 1892, nhưng không dẫn nguồn. Khác với phiên bản của Jacobs, Lang đặt tên ba chú heo là Browny (nâu), Whitey (trắng) và Blacky (đen). Đồng thời, trong phiên bản này, những chú heo cũng được kể chi tiết hơn; sói được thay bằng cáo; và chú heo thứ ba đã giải cứu hai chú heo còn lại sau khi giết chết con cáo.

## Phim hoạt hình Disney
Câu chuyện được chuyển thể thành một bộ phim trong sê-ri hoạt hình Silly Symphonies của hãng Walt Disney. Trong phim, ba chú heo có tên là Fifer Pig, Fiddler Pig và Practical Pig. Hai chú heo đầu tiên đều rất kiêu ngạo. Câu chuyện có phần nhẹ nhàng hơn: Hai chú heo đầu tiên trốn thoát khỏi con sói. Sói cũng không bị nấu chín mà chỉ bị bỏng lưng rồi sợ quá chạy mất. Phim còn có ba phần tiếp theo.
Nhiều phim hoạt hình khác kể những phiên bản có nhiều cải biên của câu chuyện. Một trong số đó là phim Blitz Wolf (1942) của MGM Tex Avery, trong đó con sói là một tên phát xít. Phim The Turn-Tale Wolf của hãng Warner Brothers, đạo diễn bởi Robert McKimson lại kể câu chuyện từ góc nhìn của con sói, biến ba chú heo con thành nhân vật phản diện. Cũng của hãng Warner Brothers, phim The Three Little Bops (1957) kể câu chuyện của ba chú heo hát nhạc jazz không cho con sói gia nhập nhóm nhạc của mình.
Fifer Pig, Fiddler Pig, Practical Pig, và Big Bad Wolf xuất hiện trong nhiều tập của sê-ri phim hoạt hình Disney's House of Mouse và bộ phim Mickey's Magical Christmas: Snowed in at the House of Mouse.

## Những phiên bản chuyển thể khác
Năm 1985, nhà hát Faerie Tale dựng lại vở kịch The Three Little Pigs, trong đó Jeff Goldblum đóng vai sói, Billy Crystal, Stephen Furst và Fred Willard đóng vai ba chú heo.
Trong The True Story of the Three Little Pigs (Câu chuyện thật về ba chú heo con), qua lời kể của con sói, sự việc của ba chú heo con chỉ là nhầm lẫn. Con sói đến nhà ba chú heo để xin ít đường, nhưng bị hắt xì nên mới thổi bay nhà hai chú heo đầu tiên. Nó ăn thịt hai chú để đỡ lãng phí thức ăn (vì đằng nào hai chú cũng bị sập nhà mà chết). Rồi khi nó đến nhà chú heo thứ ba thì bị chửi mắng thậm tệ nên mới phá nhà của chú.
Bài hát Three Little Pigs (1992) của Green Jellÿ (và video âm nhạc hoạt hình đất sét) lại đưa câu chuyện tới thành phố Los Angeles. Con sói lái xe môtô hiệu Harley Davidson, chú heo thứ nhất là một nghệ sĩ guitar mới nổi, chú heo thứ hai là một kẻ nghiện cần sa, chuyên sống bằng cách lục thùng rác. Chú thứ ba có bằng Cử nhân Kiến trúc tại đại học Harvard. Kết thúc bài hát, khi cả ba chú heo trốn trong ngôi nhà bằng gạch, chú heo thứ 3 liền gọi 911. John Rambo được điều đến và dùng khẩu súng tự động giết chết con sói.
Truyện thiếu nhi The Three Little Wolves and the Big Bad Pig (1993) đảo lộn vai trò của các nhân vật: Ba con sói xây ngôi nhà bằng gạch, rồi bằng bê tông, bằng thép và bằng hoa. Con heo không thể thổi bay những ngôi nhà nên đã tìm mọi cách khác để phá huỷ chúng. Nhưng khi ngửi thấy hương thơm của ngôi nhà bằng hoa, nó đã thay đổi và làm bạn với ba chú sói con.
Tờ bảo nổi tiếng The Guardian có đăng một bài quảng cáo trong đó vụ việc của ba chú heo được nhắc đến trong báo chí và các phương tiện truyền thông hiện đại, thu hút sự chú ý của dư luận, thậm chí còn gây ra cả những hậu quả liên quan đến chính trị - xã hội. Cuối cùng, con sói hoá ra bị hen suyễn nên mới thổi bay nhà của các chú heo, còn ba chú heo hoá ra lại lợi dụng việc này để gian lận tiền bảo hiểm.

## Nhạc kịch
Năm 2003, công ty Studio 100 ở Bỉ đã sản xuất vở nhạc kịch Ba chú heo con (tiếng Hà Lan: De 3 Biggetjes). Nhạc kịch kể về ba cô con gái của chú heo thứ ba với cốt truyện và nhiều bài hát mới, viết cho ban nhạc K3 trong vai ba chú heo Knirri, Knarri, Knorri.

## Trong phim hoạt hìnhShrek
Ba chú heo và con sói xuất hiện trong tất cả các bộ phim về Shrek. Trong sách và trong bộ phim đầu tiên, chúng là những sinh vật bị đày ải trong đầm lầy của Shrek. Ba chú heo con nói giọng Đức.
Trong phim Shrek 2, ba chú heo có vai trò quan trọng hơn. Chúng là những người bạn của Shrek, giúp Shrek và Fiona trông nhà khi họ đi thăm Vương quốc Xa xôi. Sau đó, chúng giải cứu cho Shrek, Lừa và Chú mèo đi hia khi họ bị bắt ở vương quốc đó, rồi đến lâu đài để ngăn chặn ý đồ xấu xa của bà tiên. Chúng còn hát bài hát "Far Far Away Idol" để ăn mừng.
Trong phim Shrek phần III, những chú heo đã trêu chọc Hoàng tử (lúc này chỉ là một anh diễn viên quèn). Sau đó ba chú heo còn đến lâu đài, giả vờ uống trà ể chờ mọi người đi tìm Artie, người kế vị ngôi vua. Tuy nhiên một chú heo lại lỡ để lộ kế hoạch của Shrek cho Hoàng tử biết. Ba chú heo và con sói bị tống giam, nhưng sau đó được cứu thoát và ngăn Hoàng tử giết Shrek.
Trong phim Shrek Forever After, chúng dự bữa tiệc sinh nhật các con của Shrek và Fiona. Trong vũ trụ song song, chúng phục vụ cho Fifi ở lâu đài của Rumplestiltskin.